# Drummond Castle (Burg)

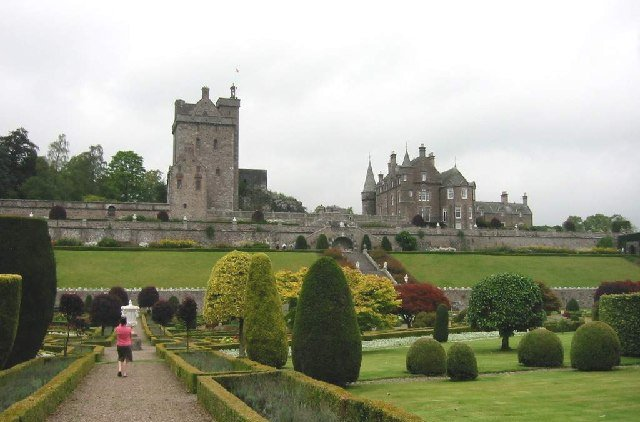
Drummond Castle mit Gärten

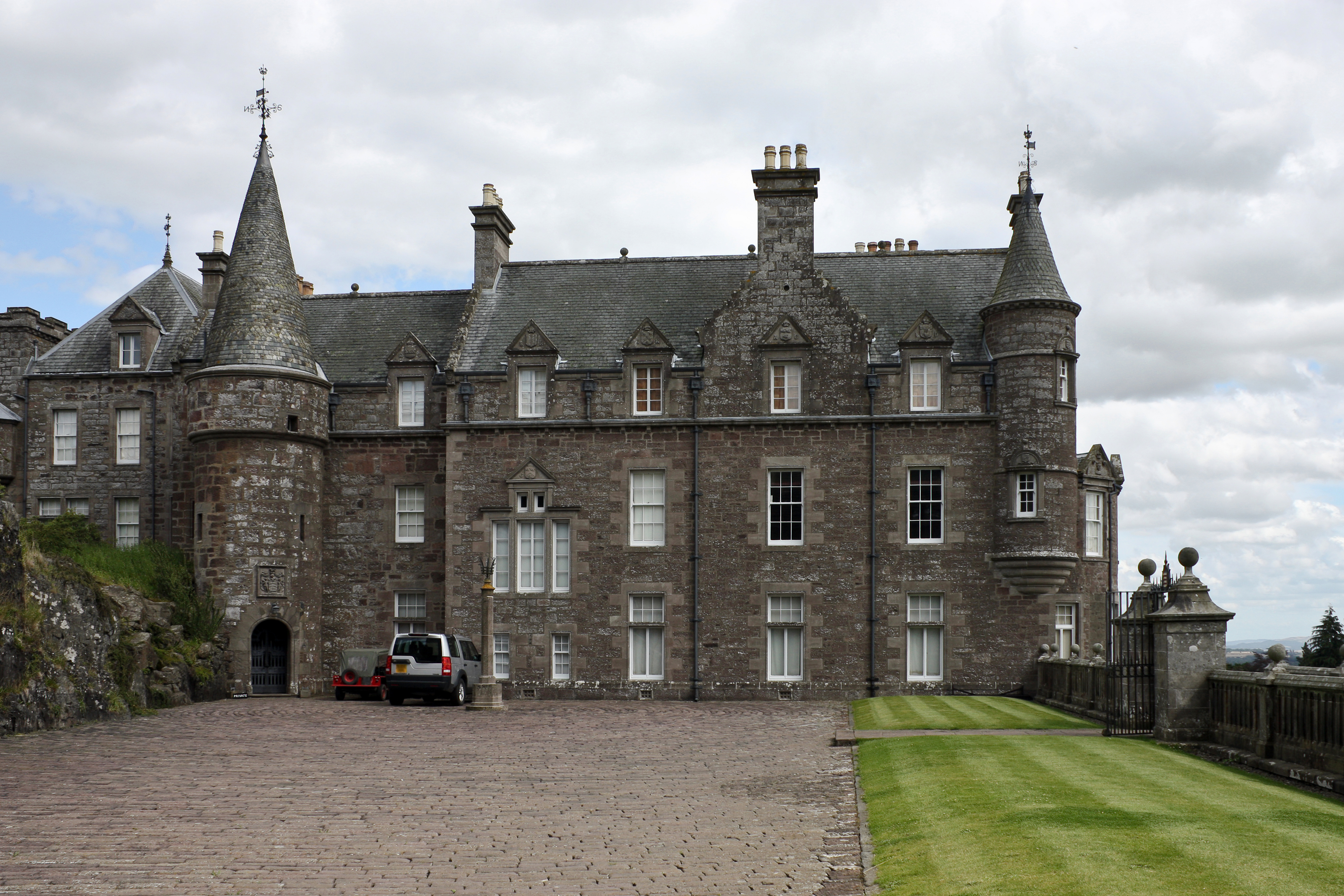
Das Landhaus

Drummond Castle ist ein Wohnturm aus dem Ende des 15. Jahrhunderts und ein Landhaus aus dem 17. Jahrhundert. Beide Gebäudeteile wurden in viktorianischer Zeit neu gebaut. Drummond Castle liegt in der Gemeinde Muthill, etwa vier Kilometer südlich von Crieff, in der schottischen Council Area Perth and Kinross beziehungsweise der traditionellen Grafschaft Perthshire. Besonders bekannt ist die Burg für ihre Gärten, die Historic Scotland als „bestes Beispiel für formelle Terrassengärten in Schottland“ beschreibt. Die Gärten stammen aus den 1630er-Jahren und wurden ebenfalls im 19. Jahrhundert neu strukturiert. Sie gelten als historische Anlage der Kategorie A und sind im Inventory of Gardens and Designed Landscapes in Scotland aufgeführt. Den Wohnturm und das Landhaus hat Historic Scotland jeweils als historisches Bauwerk der Kategorie B gelistet.

## Geschichte
Die Ländereien von Drummond gehörten ab dem 14. Jahrhundert dem Clan Drummond, den ursprünglichen Wohnturm ließ John Drummond, 1. Lord Drummond ab etwa 1490 errichten. 1605 wurde der 4. Lord Drummond zum Earl of Perth ernannt und ließ an der Burg Anbauten anbringen. John Drummond, 2. Earl of Perth, ließ den ersten terrassierten Garten um die Burg in den 1630er-Jahren anlegen.
Die Burg wurde 1653 von der Armee Oliver Cromwells während der Kriege der drei Königreiche erobert. James Drummond, 4. Earl of Perth, war Lordkanzler von Schottland unter König Jakob VII. Er ließ mit dem Bau des Landhauses 1689 beginnen, bevor er nach der Absetzung von König Jakob durch Wilhelm von Oranien eingesperrt wurde. Er floh später auf den jakobitischen Hof im Exil in Frankreich. Die Drummonds unterstützen weiterhin die jakobitische Sache in den Jakobitenaufständen von 1715 und 1745. Die Familie hatte weiterhin die Kontrolle über das Anwesen, bis ihre Besitzungen 1750 als verwirkt erklärt und vom Staat übernommen wurden. Das Anwesen wurde bis 1784 von den Commissioners for Forfeited Estates verwaltet und dann an Captain James Drummond verkauft. Er ließ an den Anwesen eine Reihe von Verbesserungen durchführen, eine Arbeit, die von seiner Tochter und ihrem Gatten, Peter Drummond-Burell, 22. Baron Willoughby de Eresby, (1782–1865) fortgesetzt wurde. Diese umfassten unter anderem die formellen Gärten und die Terrassen in den 1830er-Jahren. Königin Victoria besuchte die Gärten 1842.

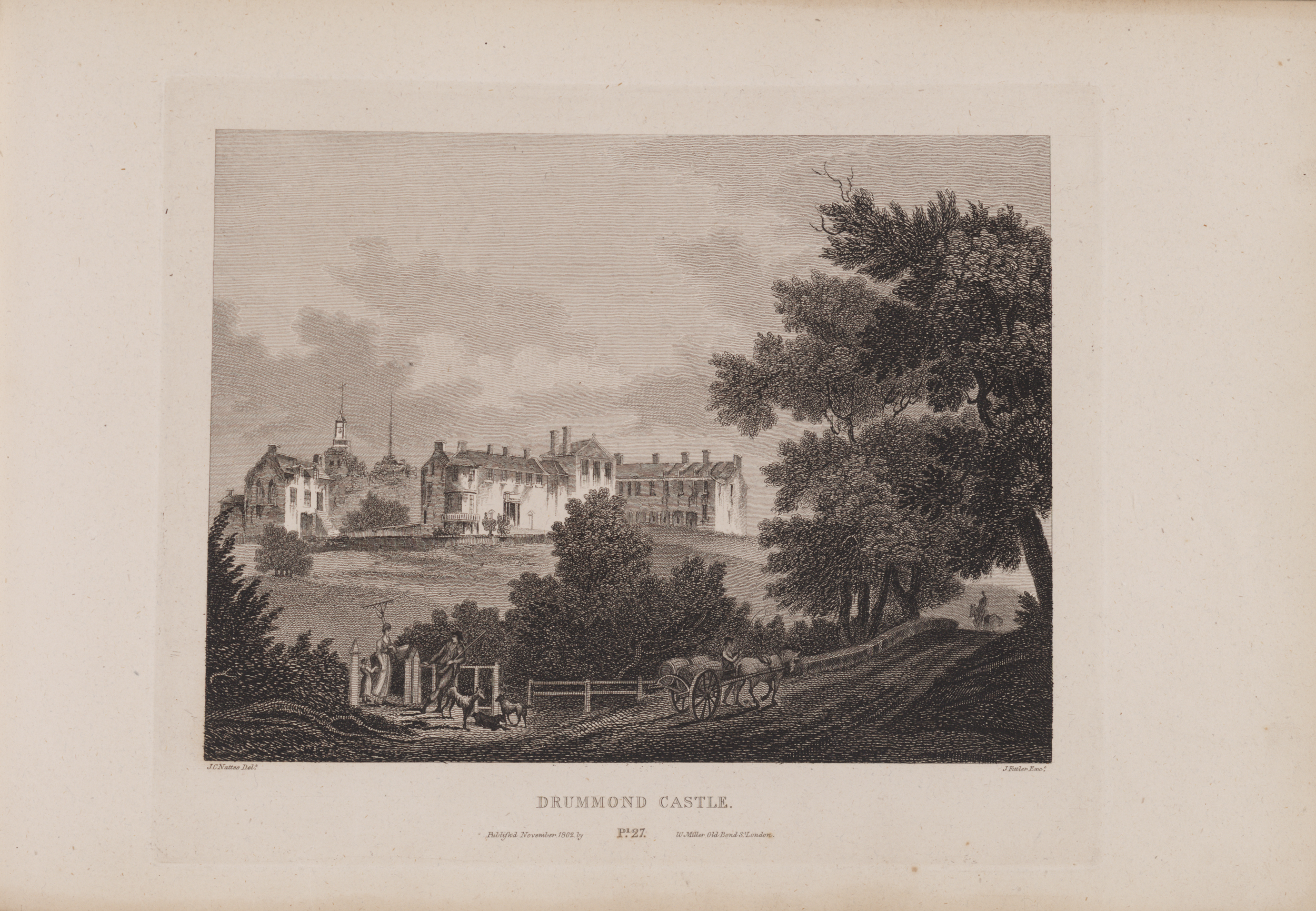
Radierung von Drummond Castle aus Scotia Depicta von James Fittler (1804)

Drummond Castle fiel an Clementina Drummond-Willoughby, 24. Baroness Willoughby de Eresby, (1809–1888) und dann an ihren Sohn, Gilbert Beathcote-Drummond-Willoughby, 1. Earl of Ancaster, (1830–1910). Die oberen Stockwerke des Wohnturms wurden 1842–1853 in pseudo-mittelalterlichem Stil neu aufgebaut und der Turm erhöht. Das Landhaus wurde 1878 nach Plänen von George Turnball Ewing renoviert. Der 3. Earl of Ancaster und seine Gattin, Nancy Astor, ließen in den 1950er-Jahren die Gärten neu bepflanzen. Die Burg ist heute Sitz der 28. Baroness Willoughby de Eresby.

## Beschreibung
Die Burg liegt auf einem gut sichtbaren Felsgrat namens Gask Ridge, einer geografischen Erscheinung, die sich etliche Kilometer durch Perthshire erstreckt, aber an der Stelle, an der die Burg steht, besonders gut sichtbar und steil ist. Der Wohnturm oder Donjon dient nicht mehr Wohnzwecken. An ihn ist das spätere, aber besser erhaltene Torhaus (erbaut 1629–1630) angebaut. Es erstreckt sich vom Wohnturm bis an die Kante der Hügelkette und sollte ursprünglich der Zugangskontrolle zum dahinter liegenden Hof dienen, von wo aus man einen schönen Blick über die formellen Gärten hat. Diese liegen südlich der Burg auf ihrem Felsgrat.

## Im Film
Die Gebäude und Gärten von Drummond Castle dienten als Hintergrund im Film Rob Roy von 1995.